# Falcatakely
Falcatakely (nombre que significa "pequeña guadaña" del latín falcatus y el malgache kely, en referencia a la forma de su hocico) es un género extinto de ave enantiornita que vivió durante el Cretácico Superior, hace aproximadamente entre 70 a 68 millones de años, en lo que ahora es Madagascar y sus restos fósiles fueron hallados en la Formación Maevarano en el norte de la isla. Solo se conoce una especie para este género, Falcatakely forsterae.

## Descripción
Falcatakely era un ave troncal del tamaño aproximado a un cuervo, el cual puede ser distinguido de todos los demás enantiornites por su rostro alto y alargado de aproximadamente 9 centímetros de longitud, el cual recuerda un poco al pico de un tucán. A pesar de su similitud, el hocico tiene más en común con el de los terópodos no avianos al estar dominado por un hueso maxilar grande, mientras que el mucho más pequeño premaxilar compone la punta del hocico. Esta es una disposición opuesta a la observada en las aves modernas, en la cual la parte superior del pico está conformada mayormente por el premaxilar, el cual además en Falcatakely aún tenía dientes.

## Clasificación
Todos los análisis filogenéticos realizados por los descriptores de la especie sitúan a Falcatakely entre las Enantiornithes, aunque su posición exacta no es clara. Se ha considerado como un enantiornite basal, como el taxón hermano de Pengornis, y en una politomía con muchos otros enantiornites.

## Paleoambiente
Falcatakely es conocido de la Formación Maevarano, que durante el Cretácico era una planicie de inundación pantanosa la cual alternaba estacionalmente entre ser un área de pantanos en la estación húmeda y un semidesierto árido en la estación seca; esta era hogar de otros animales inusuales como Simosuchus, un crocodilomorfo herbívoro, Masiakasaurus, un terópodo de brazos crotos y dientes sobresalientes y Adalatherium, un mamífero muy peculiar. Estas formas pudieron haber evolucionado en Madagascar ya que era una isla aislada durante el Cretácico.